# Cyanotis caespitosa
Cyanotis caespitosa är en himmelsblomsväxtart som beskrevs av Karl Theodor Kotschy och Johann Joseph Peyritsch. Cyanotis caespitosa ingår i släktet Cyanotis och familjen himmelsblomsväxter. Inga underarter finns listade.